# Sylvester Horton Rosecrans
Sylvester Horton Rosecrans (Homer, 5 febbraio 1827 – Columbus, 21 ottobre 1878) è stato un vescovo cattolico statunitense.

## Biografia
Sylvester Horton Rosecrans nacque a Homer, in Ohio, il 5 febbraio 1827 da Crandell Rosecrans (1794-1848) e Jane, nata Hopkins (1794-1861). 
La famiglia di suo padre era originaria di Amsterdam, nei Paesi Bassi, e si stabilì vicino a Wilkes-Barre, in Pennsylvania, prima di trasferirsi a Kingston Township, Ohio. Sua madre era la nipote di Stephen Hopkins, governatore coloniale del Rhode Island e firmatario della dichiarazione d'indipendenza degli Stati Uniti d'America, e nipote di Esek Hopkins, comandante in capo della Marina continentale durante la guerra d'indipendenza americana. Sylvester era il più giovane di quattro figli. I suoi fratelli erano Charles (?-1865), Henry (1824-1904) e William, un famoso generale dell'Unione della guerra di secessione.

### Formazione e ministero sacerdotale
Crebbe in una famiglia metodista nella contea di Licking e frequentò il Kenyon College, un istituto della Chiesa episcopale. Nel 1845, mentre frequentava il Kenyon, ricevette una lettera da suo fratello William che annunciava la sua conversione al cattolicesimo. Lo stesso anno anche Sylvester fu ricevuto nella Chiesa cattolica a Cold Spring, vicino alla United States Military Academy, con suo fratello come padrino. Lasciato il Kenyon, si iscrisse al St. John's College di Fordham, New York. Nel 1846, dopo essersi diplomato con il massimo dei voti, decise di entrare in seminario e l'arcivescovo John Baptist Purcell lo inviò a studiare alla Pontificia università urbaniana a Roma. Conseguì il dottorato in teologia.
Il 5 giugno 1853 fu ordinato presbitero per l'arcidiocesi di Cincinnati a Roma dal cardinale Costantino Patrizi Naro. Dopo aver visitato l'Italia, la Francia, l'Inghilterra e l'Irlanda tornò nella sua arcidiocesi e venne nominato parroco di San Tommaso a Cincinnati. Fu poi assegnato come curato alla cattedrale di San Pietro in Vincoli e come professore al Mount St. Mary's Seminary of the West. Nel 1859 l'arcivescovo Purcell aprì un collegio per giovani cattolici connesso al seminario e nominò Rosecrans come suo presidente. Tuttavia, il collegio fu chiuso con lo scoppio della guerra di secessione.

### Ministero episcopale

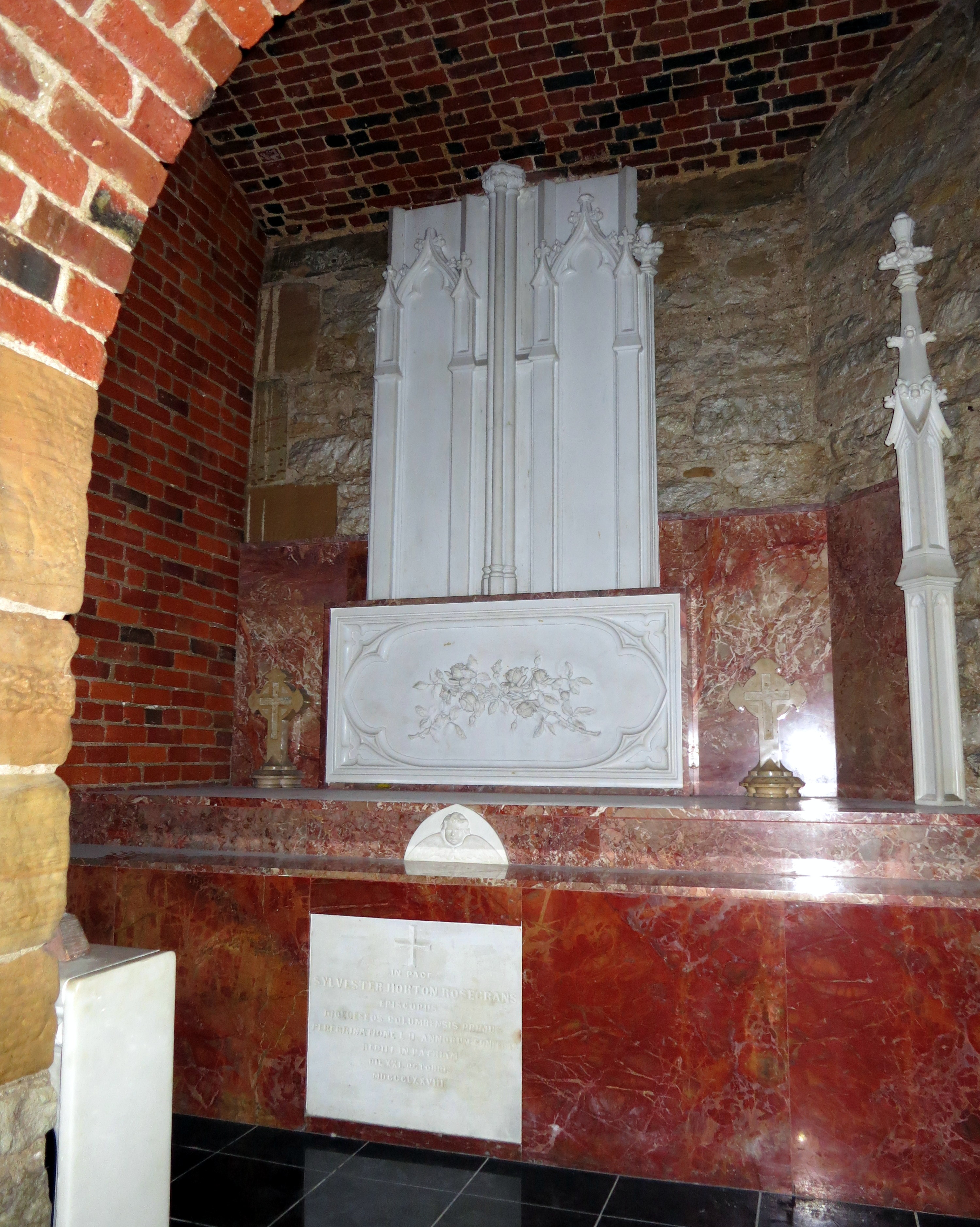
Tomba di monsignor Sylvester Horton Rosecrans nella cripta della cattedrale di San Giuseppe a Columbus.

Il 7 gennaio 1862 papa Pio IX lo nominò vescovo ausiliare di Cincinnati e titolare di Pompeopoli di Cilicia. Ricevette l'ordinazione episcopale il 25 marzo successivo nella cattedrale di San Pietro in Vincoli a Cincinnati dall'arcivescovo metropolita di Cincinnati John Baptist Purcell, co-consacranti il vescovo di Louisville Martin John Spalding e quello di Fort Wayne John Henry Luers. Dopo la nomina di Edward Fitzgerald come vescovo di Little Rock, nel febbraio del 1867 monsignor Rosecrans gli succedette come parroco della parrocchia di San Patrizio a Columbus. Durante la guerra di secessione espose "audace patriottismo" per la causa dell'Unione, una posizione non sicura per chi viveva in una regione di confine.
Il Secondo Consiglio Plenario di Baltimora nel 1866 raccomandò fortemente l'erezione di una nuova diocesi nell'Ohio. Il 3 marzo 1868 papa Pio IX lo nominò primo vescovo della nuova diocesi di Columbus. La circoscrizione includeva l'Ohio centrale, meridionale e sud-orientale, e approssimativamente ne segnavano il confine il fiume Scioto a ovest e il fiume Ohio ad est. All'epoca comprendeva 32 parrocchie e circa 41 000 cattolici. In alcune contee della diocesi non era ancora arrivata la ferrovia e monsignor Rosecrans fu costretto a compiere molti dei suoi viaggi in diligenza, su carro o in battello a vapore. Fu dispensato dal partecipare al Concilio Vaticano I (1869-1870) per soddisfare le esigenze della sua nuova diocesi.
Durante il suo decennale episcopato fondò il seminario "San Aloysius" nel 1871, consacrò solennemente la diocesi al Sacro Cuore di Gesù nel dicembre del 1873 e aprì il giornale diocesano The Catholic Columbian nel 1875. Fondò la St. Mary's of the Springs Academy for Young Ladies, la St. Joseph's Academy, il St. Vincent's Orphan Asylum, il Mount Calvary Cemetery e il convento del Sacro Cuore. Il suo più grande successo fu tuttavia la costruzione della cattedrale di San Giuseppe che costò 220 000 dollari e fu consacrata il 20 ottobre 1878. Morì il giorno successivo, mentre recitava i vespri con altri sacerdoti, all'età di 51 anni per un'improvvisa emorragia cerebrale. È sepolto nella cripta della cattedrale di San Giuseppe a Columbus.
Gli è intitolata la Bishop Rosecrans High School di Zanesville, in Ohio.

## Genealogia episcopale e successione apostolica
La genealogia episcopale è:
- Cardinale Scipione Rebiba
- Cardinale Giulio Antonio Santori
- Cardinale Girolamo Bernerio, O.P.
- Arcivescovo Galeazzo Sanvitale
- Cardinale Ludovico Ludovisi
- Cardinale Luigi Caetani
- Cardinale Ulderico Carpegna
- Cardinale Paluzzo Paluzzi Altieri degli Albertoni
- Cardinale Gaspare Carpegna
- Cardinale Fabrizio Paolucci
- Cardinale Francesco Barberini
- Cardinale Annibale Albani
- Cardinale Federico Marcello Lante Montefeltro della Rovere
- Vescovo Charles Walmesley, O.S.B.
- Arcivescovo John Carroll, S.I.
- Vescovo Benedict Joseph Flaget, P.S.S.
- Arcivescovo James Whitfield
- Arcivescovo John Baptist Purcell
- Vescovo Richard Gilmour

La successione apostolica è:
- Vescovo Augustus Maria Bernard Anthony John Gebhard Toebbe (1870)
- Vescovo Caspar Henry Borgess (1870)
- Arcivescovo Napoleon Joseph Perché (1870)